# 笳篱

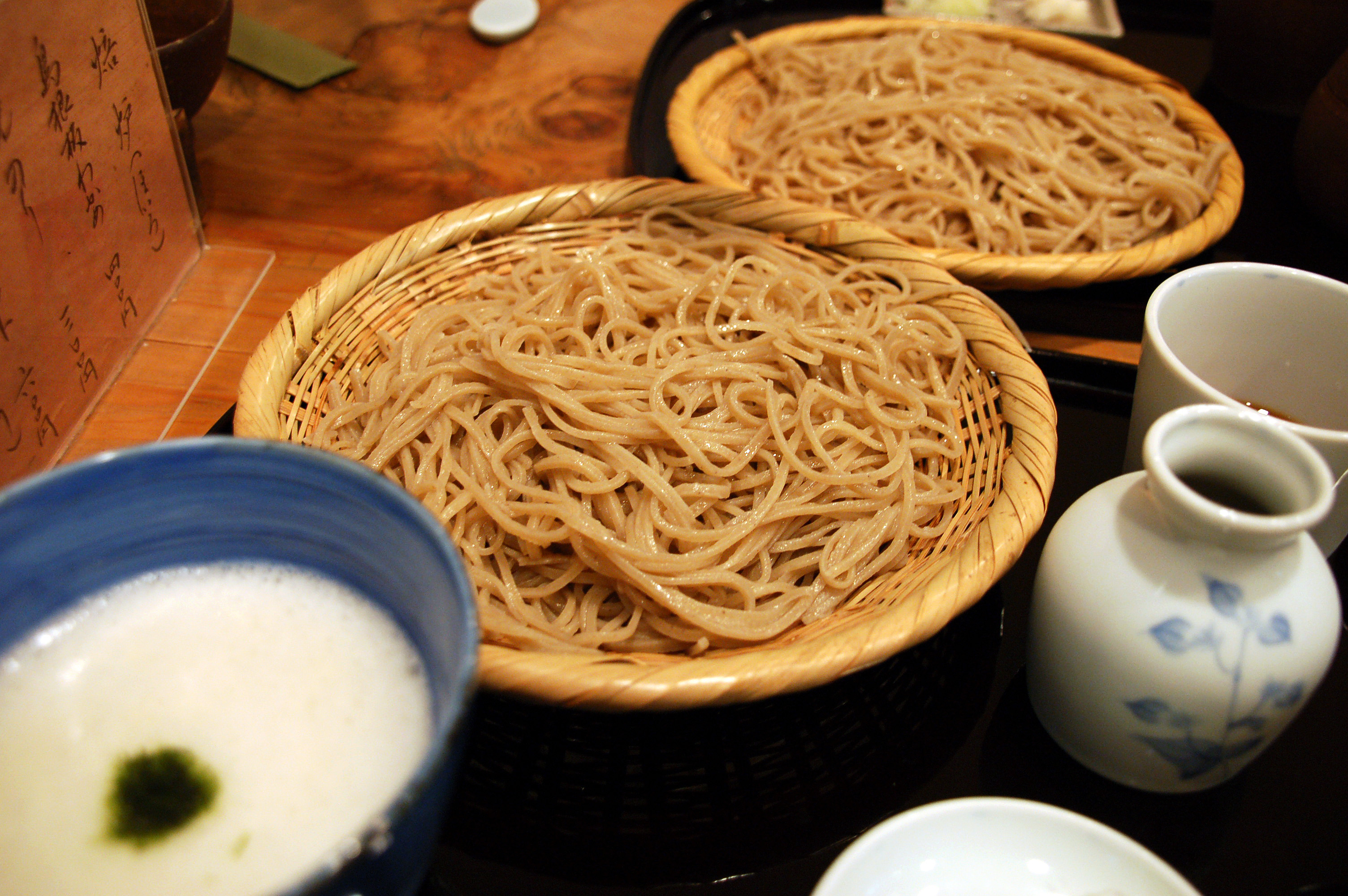
笳篱上盛的荞麦面

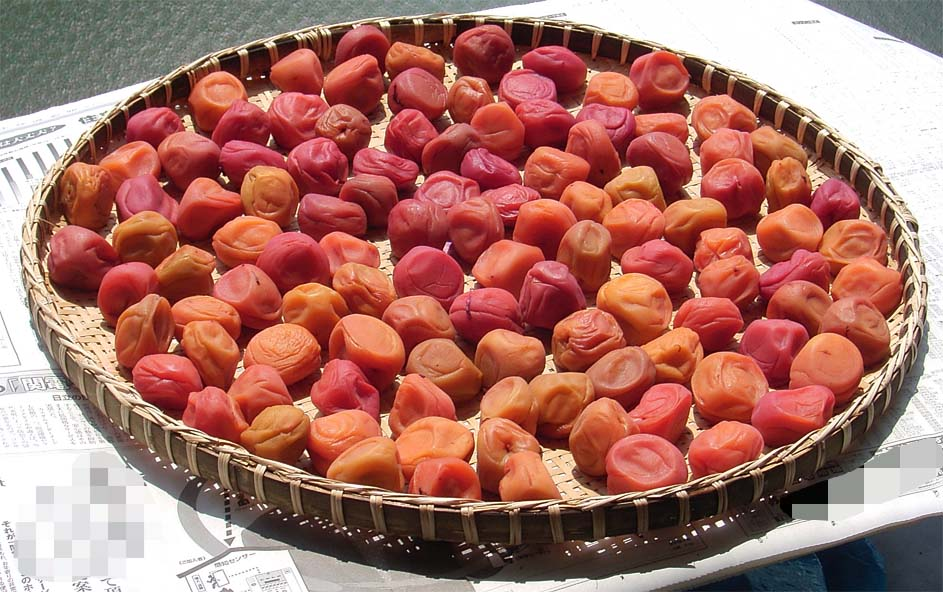
放在簸箕上乾燥中的风味话梅

笳篱，又稱簸箕、團箕、𥴊壺、𥴊仔或笊，是東亞一种平底竹器，用竹篾 （页面存档备份，存于）编制，本來是一種農具，用作簸去稻米中的杂质和空壳。它可用作筛子或普通笊篱。但亦可用於曬乾食物，因此笳篱也是一种干燥用具，可用来干燥小食品（如乾果、乾菜、鹹魚等）以延长其风味和寿命。现代往往还加上一层防止细菌和真菌生长的垫子。但有一种情况，即阳光过于干燥或气温过于炎热时，有可能会损坏笊的干燥功能。
塑料簸箕和金属簸箕亦已出现在市场，其质量也远好于原本的竹簸箕。傳統日本料理的准备工作时常常使用笳篱，但用非竹制的笳篱这被日本传统人士认为是为省事而忽略程序的行为，是对料理的不尊重，因而在日本，它们很少用于食品。但東亞其他地區則沒有那麼嚴格的區別。
如果编得更加精细，甚至可以直接当作上菜用的盘。例如用来盛荞麦面条。中國的一些食品如寧化生魚膾、廣東西部的簸箕炊、客家簸箕粄（腸粉）都是用笳篱盛載的。

## 其他用途
中式婚禮中，新娘在戶外時用傘遮在頭上，台灣習俗用黑傘，香港澳門習俗用紅傘，亦有部分台灣習俗為已孕用黑傘，未孕改用笳籬。
簸箕亦可用作藝術創作的材料，如貴州布依族傳統藝術播挪摩簸箕畫，就是在笳篱上繪上圖案。